# Alma Cogan
Alma Cogan (* 19. Mai 1932 als Alma Angela Cohen in Stepney, London; † 26. Oktober 1966 in London) war eine britische Pop- und Schlagersängerin, die in den 1950er Jahren zu den erfolgreichsten und bestbezahlten Interpretinnen ihrer Heimat gehörte. Mit Dreamboat stand sie 1955 für zwei Wochen auf Platz eins der britischen Single-Charts. Cogan war als The Girl with the Laugh in Her Voice (Das Mädchen mit dem Lachen in der Stimme) bekannt. 

## Leben
Bereits 1952 nahm Alma Cogan Schallplatten mit Schlagern auf. Ihr erstes Lied war To Be Worthy of You. Danach sang sie zahlreiche Versionen von US-Hits der frühen 1950er Jahre. Mit dem Top-10-Erfolg Bell Bottom Blues hatte sie 1954 ihren Durchbruch im britischen Musikgeschäft. Im Juli 1955 folgte Dreamboat, ihre einzige Nummer eins in den Single-Charts. Insgesamt gelangen ihr als einziger Künstlerin in dieser Zeit bis 1961 21 Hits in den britischen Single-Charts, 14 davon erreichten Top-20-Platzierungen.
Nachdem sie in Großbritannien ab 1961 nicht mehr in den Charts vertreten war, trat Cogan vermehrt in anderen Musikmärkten auf, so in Skandinavien und Japan. Auch in Deutschland gelangen ihr einige Schlagererfolge. Mit der im Oktober 1964 veröffentlichten deutschen Fassung des Klassikers Tennessee Waltz erreichte sie einen zehnten Platz, und mit So fängt es immer an und Ruf mich an, wenn du Zeit hast, ruf an kam sie ebenfalls auf mittlere Plätze.
1966 stellten die Ärzte bei ihr eine Krebserkrankung fest. Sie konnte nicht mehr auftreten, schrieb aber noch einige Titel unter dem Pseudonym Al Western. Alma Cogan, eine Freundin von Brian Epstein und Paul McCartney, die auch einige Lieder der Band The Beatles herausbrachte (Eight Days a Week und Help!), starb an ihrer Krankheit im Alter von 34 Jahren im Londoner Middlesex Hospital.

## Diskografie

### Alben
- 1958: I Love To Sing
- 1961: With You In Mind
- 1962: How About Love?
- 1967: Alma
- 2008: Ladies And Gentlemen, Miss Alma Cogan! (58 Stücke von Alma aus der Radio-Serie 'Take It From Here' von 1953–1956 sowie 14 bislang unveröffentlichte Stücke, Demos bzw. Alternativ-Versionen)

### Englischsprachige Singles
| Jahr | Titel Album                       | Höchstplatzierung, Gesamtwochen, AuszeichnungChartsChartplatzierungen (Jahr, Titel, Album, Platzierungen, Wochen, Auszeichnungen, Anmerkungen) | Anmerkungen                                           |
| Jahr | Titel Album                       | UK | Anmerkungen                                           |
| ---- | --------------------------------- | --- | ----------------------------------------------------- |
| 1954 | Bell Bottom Blues                 | UK4 (9 Wo.)UK | B-Seite: Love Me Again                                |
| 1954 | Little Things Mean A Lot          | UK11 (5 Wo.)UK | B-Seite: Canoodlin’ Rag                               |
| 1954 | I Can’t Tell A Waltz From A Tango | UK6 (11 Wo.)UK | B-Seite: Christmas Cards                              |
| 1955 | Dreamboat                         | UK1 (16 Wo.)UK | B-Seite: Irish Mambo                                  |
| 1955 | The Banjo’s Back In Town          | UK17 (1 Wo.)UK | B-Seite: Go On By                                     |
| 1955 | Go On By                          | UK16 (4 Wo.)UK | B-Seite von The Banjo’s Back In Town                  |
| 1955 | Never Do A Tango With An Eskimo   | UK6 (5 Wo.)UK | B-Seite: Twenty Tiny Fingers                          |
| 1955 | Twenty Tiny Fingers               | UK17 (1 Wo.)UK | B-Seite von Never Do A Tango With An Eskimo           |
| 1956 | Willie Can                        | UK13 (8 Wo.)UK | B-Seite: Lizzie Borden                                |
| 1956 | Why Do Fools Fall in Love         | UK22 (3 Wo.)UK | B-Seite: The Birds And The Bees                       |
| 1956 | The Birds And The Bees            | UK25 (4 Wo.)UK | B-Seite von Why Do Fools Fall in Love                 |
| 1956 | In The Middle Of The House        | UK20 (4 Wo.)UK | B-Seite: Two Innocent Hearts                          |
| 1957 | You, Me And Us                    | UK18 (6 Wo.)UK | B-Seite: Three Brothers                               |
| 1957 | Whatever Lola Wants               | UK26 (2 Wo.)UK | B-Seite: Lucky Lips                                   |
| 1958 | The Story Of My Life              | UK25 (2 Wo.)UK | B-Seite: Love Is                                      |
| 1958 | Sugartime                         | UK16 (11 Wo.)UK | B-Seite: Gettin’ Ready For Freddy                     |
| 1959 | Last Night on the Back Porch      | UK27 (2 Wo.)UK | B-Seite: Mama Says                                    |
| 1959 | We Got Love                       | UK26 (4 Wo.)UK | B-Seite: I Don’t Mind Being All Alone                 |
| 1960 | Dream Talk                        | UK48 (1 Wo.)UK | B-Seite: O Dio Mio                                    |
| 1960 | The Train of Love                 | UK27 (5 Wo.)UK | B-Seite: The ’I Love You’ Bit Duett mit Ocher Nebbish |
| 1961 | Cowboy Jimmy Joe                  | UK37 (6 Wo.)UK | B-Seite: Don’t Read The Letter                        |

Weitere Singles
- 1952: To Be Worthy Of You/Would You
- 1952: To Be Loved By You/The Homing Waltz (Duett mit Les Howard)
- 1952: Meet Me On The Corner (A-Seite andere Musiker)
- 1952: Waltz of Paree/Pretty Bride
- 1952: Half As Much/Blue Tango
- 1952: I Went To Your Wedding/You Belong To Me
- 1952: If’n D (Duett mit Denny Dennis)
- 1952: Take Me In Your Arms And Hold Me/Wyoming Lullaby
- 1953: Till I Waltz Again With You/Happy Valley Sweetheart
- 1953: If I Had A Penny/Hold Me, Thrill Me, Kiss Me
- 1953: On The First Warm Day (B-Seite Les Howard solo)
- 1953: Till They’ve All Gone Home/Hug Me A Hug
- 1953: If I Had A Golden Umbrella/Mystery Street
- 1953: My Love, My Love/Wasted Tears
- 1953: Over And Over Again/Isn’t Life Wonderful (Duette mit Les Howard)
- 1954: Ricochet (Rick-O-Shay)/The Moon Is Blue
- 1954: Make Love To Me/Said The Little Moment
- 1954: Little Shoemaker/Chiqui-Chaqui (Chick-ee Chock-ee)
- 1954: Jilted/Do, Do, Do, Do, Do, Do It Again (Duette mit Frankie Vaughan)
- 1954: Skinnie Minnie/What Am I Going To Do, Ma
- 1954: This Ole House/Skokiaan
- 1954: (Don’t Let The) Kiddygeddin’/Mrs Santa Claus
- 1955: Paper Kisses/Softly Softly
- 1955: Mambo Italiano/The Naughty Lady of Shady Lane
- 1955: Tweedle-Dee/More Than Ever Now
- 1955: Tika Tika Tok/Chee Chee Oo Chee
- 1955: Where Will The Dimple Be?/Keep Me In Mind
- 1955: Got’n Idea/Give A Fool A Chance
- 1955: Hernando’s Hideaway/Blue Again
- 1956: Love and Marriage/Sycamore Tree
- 1956: Don’t Ring-A Da Bell/Bluebell
- 1956: It’s All Been Done Before (Duett mit Ronnie Hilton)/B: No Other Love (Ronnie Hilton solo)
- 1956: Mama Teach Me To Dance/I’m In Love Again
- 1957: Chantez Chantez/Funny Funny Funny
- 1957: Fabulous/Summer Love
- 1957: That’s Happiness/What You’ve Done To Me
- 1957: Party Time/Please Mister Brown
- 1958: Stairway Of Love/Comes Love
- 1958: Sorry Sorry Sorry/Fly Away Lovers
- 1958: There’s Never Been A Night/If This Isn’t Love
- 1959: Pink Shoelaces/The Universe
- 1960: Just Couldn’t Resist Her With Her Pocket Transistor/Must Be Santa
- 1961: With You In Mind/Ja-Da
- 1961: All Alone/Keep Me In Your Heart
- 1961: She’s Got You/In the Shade of the Old Apple Tree
- 1962: Goodbye Joe/I Can’t Give You Anything But Love
- 1963: Tell Him/Fly Me To The Moon
- 1963: Hold Out Your Hand You Naughty Boy/Just Once More
- 1964: The Tennessee Waltz/I Love You Too Much
- 1964: It’s You/I Knew Right Away
- 1964: Snakes And Snails/How Many Nights, How Many Days
- 1965: Eight Days a Week/Help!
- 1965: Help/Love Is A Word
- 1965: Love Is A Word/Now That I’ve Found You
- 1965: The Birds And The Bees/Quando La Luna (nur in Schweden veröffentlicht)
- 1966: Now That I’ve Found You/More
- 1966: Love Ya Illya/I Know You (als 'Angela & the Fans')
- 1966: Hello Baby/There’s A Time And Place

### Deutschsprachige Singles
| Jahr | Titel           | Höchstplatzierung, Gesamtwochen, AuszeichnungChartsChartplatzierungen (Jahr, Titel, Platzierungen, Wochen, Auszeichnungen, Anmerkungen) | Anmerkungen                   |
| Jahr | Titel           | DE | Anmerkungen                   |
| ---- | --------------- | --- | ----------------------------- |
| 1964 | Tennessee Waltz | DE10 (18 Wo.)DE | B-Seite: Mein schönster Traum |
| 1965 | Hill Billy Boy  | DE39 (2 Wo.)DE | B-Seite: Ich liebe die Sonne  |

Weitere Singles
- 1965: Ba-Ba-Song/Ruf mich an
- 1965: So fängt es immer an/Nun bist du mein Mann
- 1966: Lass nicht so viel Zeit vergehn/An jedem Tag ist Zeit

### Musicals
- 1961: Lionel Bart's „Oliver“ (4 Stücke von bzw. mit Alma)
- 2010: Alma Cogan in 'Julie' (Aufnahmen aus 1965,10 Stücke von bzw. mit Alma Cogan) [limitiert auf 250 Exemplare, Stage Door Records]

### Kompilationen (Auswahl)
- 1965: The Best Of Alma Cogan
- 1971: Alma Cogan: Die deutschen Hits
- 2001: The Girl With The Laugh In Her Voice (4Cd-Box mit 100 Songs, davon 10 bis dahin unveröffentlicht)